# 硬腭近音
硬腭近音（voiced palatal approximant），又稱硬腭無擦通音，是輔音的一種，在國際音標的符號是⟨j⟩，X-SAMPA音標的符號則是⟨j⟩。硬腭近音也是閉前不圓唇元音的介音形式。

## 特徵
硬腭無擦通音的特徵：
- 調音方法是無擦通音／近音，即是將舌頭放近另一個調音部位，但不收窄聲腔，故此不會做成湍流。

- 調音部位是硬腭，即其以將舌頭中間或背部升至硬腭來發音。
- 發聲類型是濁音，意味着發音時聲帶顫動。

- 本輔音是口腔輔音（口音），表示調音時空氣只從口裡流出。
- 本輔音為中央輔音，調音時氣流在口腔的中央流過舌面，而不從兩側流過。
- 氣流機制是肺部氣流，即由肺與橫膈膜驱动空气。

## 該音見於漢語
普通話中有此音，是開首為[i]的複韻母中[i]的一個弱化讀法，如“有（yǒu）”，原來讀[ʔiɤʊ214]，因[i]弱化可能成為[jɤʊ214]。
吳語有此音，如蘇州話「移」字的聲母為[j]。
粵語中有此音，出現在字首和字尾，如“醫[jiː55]”、“李[lej35]”。

## 該音見於其他語言

### 英語
英語中此音以字母y表示，如yes。留意y有時會表示元音而非此音，如happy、mayday。
极少数来自古日耳曼语的词汇，用字母j表示此音，如Hallelujah、fjord，而j在绝大多数情况下的音值为/dʒ/。

### 德語
德語和絕大部分中歐和東歐的語言一樣，以字母j表示此音，如jung（年輕的）。

### 芬蘭語
芬蘭語中亦會以j表示此音，但在一些口音中字母j亦會用在表示硬腭化的輔音。

### 瑞典語
日耳曼語族中以j表示此音的的語言普遍不再用j標示其他音。但瑞典語卻例外，如果 j 和 t 一同出現，成 tj 的話，會讀成 [t̠ɕ]、[ɕ] 或 [ç]（視乎口音而定）。